# Borough of Stafford
Stafford ist ein Verwaltungsbezirk mit dem Status eines Borough in der Grafschaft Staffordshire in England. Verwaltungssitz ist die gleichnamige Stadt Stafford, in der rund die Hälfte der Bevölkerung des Bezirkes lebt. Weitere bedeutende Orte sind Barlaston, Eccleshall, Gnosall und Stone.
Der Bezirk wurde am 1. April 1974 gebildet und entstand aus der Fusion des Municipal Borough Stafford, des Urban District Stone sowie der Rural Districts Stafford und Stone.
Koordinaten: 52° 48′ N, 2° 7′ W